# As (Rimski novac)
As je bakreni novac srednje veličine kovan od Augusta (23. pr. Kr.) pa do ukinuća senatskog kovanja za Galijena (260.). Poslije se as javlja još u vrlo malim količinama za Klaudija II. (268.—270.), te Aurelijana (270.—275.), koji ga definitivno ukida. Dok je za Augusta as iznosio 10,91 g, na kraju svog optjecaja imao je 8,61 g. Obilježje asa bio je lovor-vijenac na glavi cara.

## Poveznice
- Pregled novčanih kovova Rimskog Carstva